# Medalla d'Andalusia
La Medalla d'Andalusia és un títol honorífic creat per la Junta d'Andalusia en 1985 i regulat pel Decret 117/85, de 5 de juny que té per objecte reconèixer «les accions, serveis i mèrits excepcionals o extraordinaris realitzats en temps de pau per ciutadans, grups o Entitats andalusos, espanyols o estrangers» que representin «l'exercici de virtuts individuals o col·lectives que tinguin com a referència la solidaritat i el treball en benefici dels altres ciutadans».

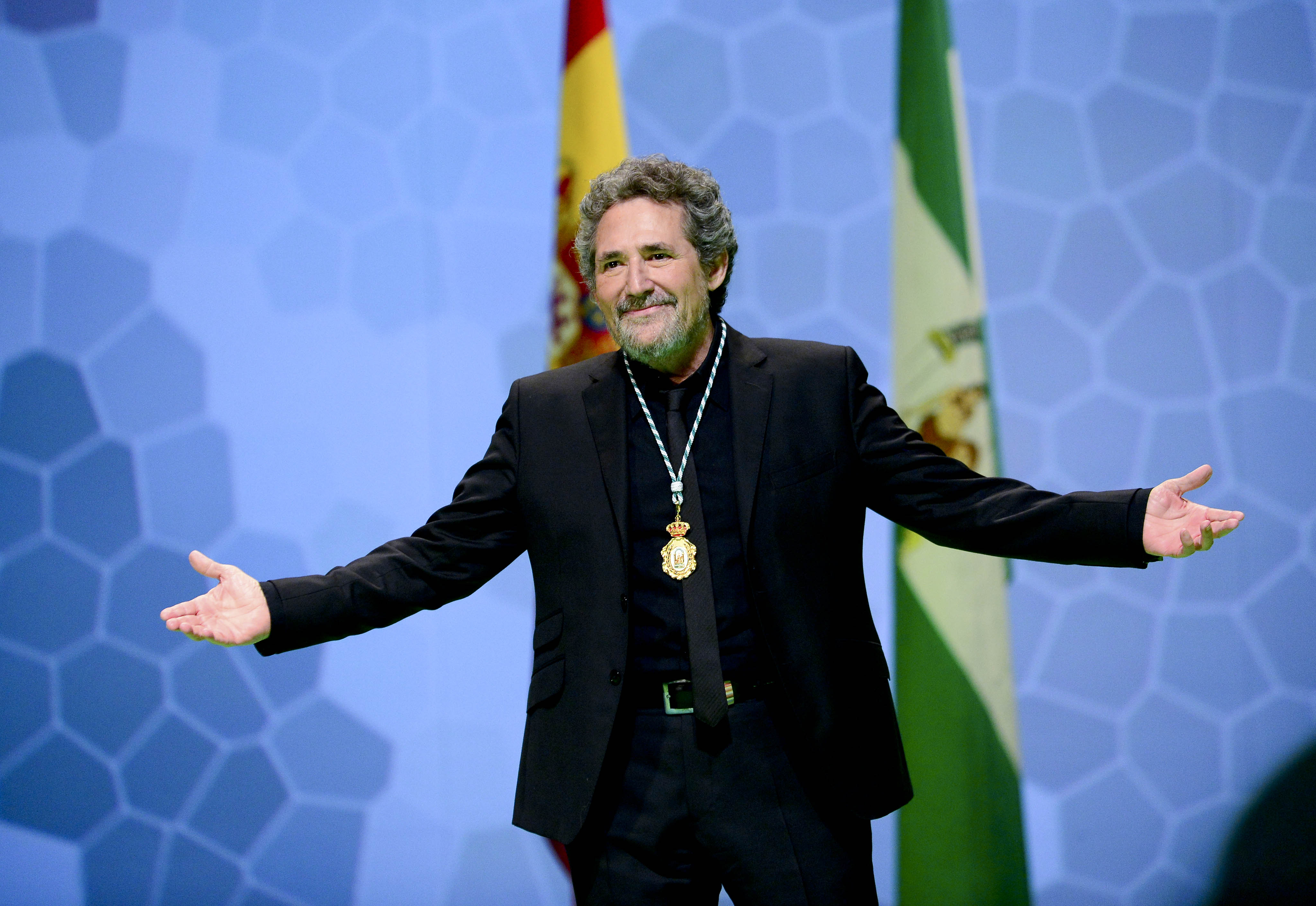
El cantant granadí Miguel Ríos durant la cerimònia d'entrega de Medalles d'Andalusia en 2014.

Les Medalles s'atorguen previ expedient de la Conselleria de Presidència on han de constar fefaentment els mèrits que concorren en els beneficiaris. Es concedeixen un màxim de deu medalles de forma anual cada 28 de febrer, durant els actes oficials del Dia d'Andalusia. Els distingits adquireixen el tractament d' Il·lustríssim Senyor. És el segon títol de major rang que atorga la Junta d'Andalusia, per darrere de la condecoració de Fill Predilecte d'Andalusia.

## Guardonats
- Llista de premiats amb la Medalla d'Andalusia